# Beonyeong-ro (Busan)
Đường Beonyeong-ro (Hangul: 번영로, Hanja: 繁榮路, Đường Xuyên Á ) là một cao tốc đô thị ở Busan, Hàn Quốc. Nó là đường cao tốc đô thị số 1 ở Hàn Quốc. Nó được xây dưng từ tháng 5 năm 1977 đến tháng 10 năm 1980, từ bến cảng Busan đến nút giao Guseo, trên Đường cao tốc Gyeongbu: chạy từ Bắc đến Nam và dài khoảng 15,7 km (9,8 mi).
Nó bắt đầu tại bến tàu thứ 4 ở Dong-gu, Busan và kết thúc tại nút giao Guseo IC ở Geumjeong-gu, Busan. Nó là đường thu phí nhưng bây giờ bạn có thể chạy trên đường này mà không cần trả phí từ tháng 1 năm 2004.
Nó giao với Đường cao tốc Gyeongbu và Quốc lộ 7. Vì vậy bạn có thể đến trung tâm thành phố Busan rất nhanh.
Nó nằm trên Đường Xuyên Á . Phía Nam, bạn có thể đến Nhật Bản bằng phà và phía Bắc, bạn có thể đến đường cao tốc Gyeongbu.
Friend được quay tại đoạn trên cao Chungjang trên đường này: ở Dong-gu, Busan.

## Nút giao và giao lộ
- Nút giao bến tàu số 4
- Giao lộ Dongcheon
- Nút giao Munhyeon
- Nút giao Daeyeon
- Nút giao Mangmi
- Nút giao Wondong
- Nút giao Geumsa
- Nút giao trên cao Seokdae

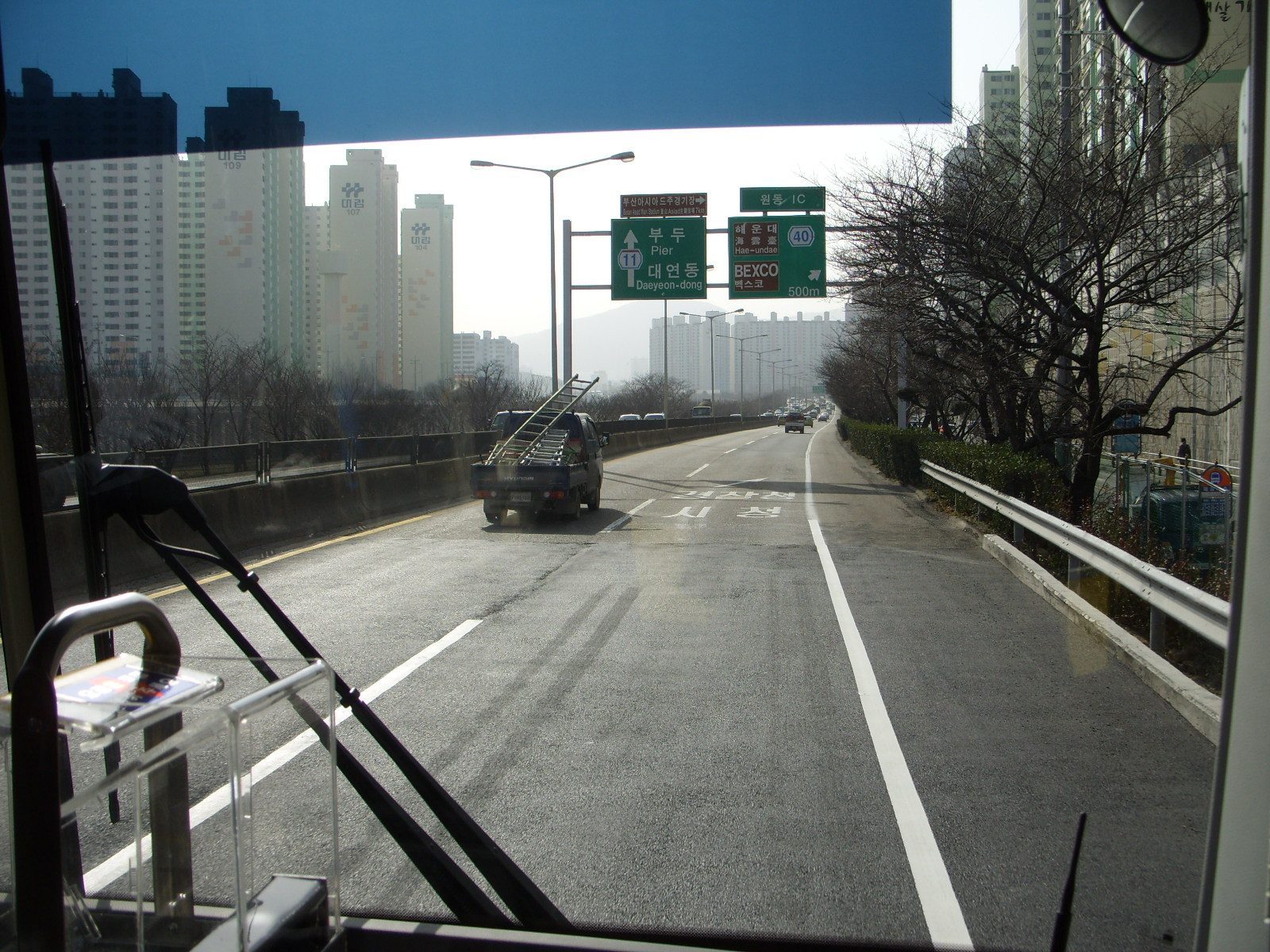
Nút giao Wondong (đến trung tâm) trên đường Beonyeong-no, Busan, Hàn Quốc.

- Giao lộ Hoedong Cổng của Jeonggwan Indus Zn.)
- Nút giao Guseo (Đường cao tốc Gyeongbu, Quốc lộ 7 và Đường Xuyên Á )

## Đường hầm
Trên đường Beonyeong-no, có 5 đường hầm.
- Đường hầm Munhyeon
- Đường hầm Daeyeong
- Đường hầm Gwangan
- Đường hầm Suyeong
- Đường hầm Oryun

## Thông tin
- Bạn không thể chạy trên đường này bằng Mô tô (ngoại trừ xe cấp cứu).

## Vận chuyển
Tuyến xe buýt có thể sử dụng:
- Xe buýt nội thành Busan 1007: từ nút giao Wondong đến nút giao Hoedong.
- Xe buýt liên tỉnh: Haeundae ~ Busan (Nopo-dong) ~ Osan·Suwon·Ansan·Bucheon - từ nút giao Wondong đến nút giao Guseo (bằng Tốc hành Gyeongnam: 경남고속).